# デーヴダース (1955年の映画)
『デーヴダース』（Devdas）は、1955年のインドのヒンディー語歴史ドラマ映画。ショロトチョンドロ・チョットパッダエの同名小説の映画化作品であり、ビマル・ロイが監督を務め、主要キャストとしてディリープ・クマール、スチトラ・セーン、ヴィジャヤンティマーラーが出演している。『デーヴダース』の映画化作品の中で最も著名な作品として知られている。

## ストーリー
1900年代初頭のベンガル地方。主人公デーヴダースはバラモン階級の小領主の家に生まれ、不自由のない生活を送っていた。一方、彼の幼馴染みであるパールヴァティー（パーロー）は中流家庭の出身だが、低級カーストのため生家の村内での地位は決して高くなかった。奔放な生活を送るデーヴダースは数年振りにカルカッタの寄宿学校から帰郷し、彼の帰郷を心待ちにしていたパーローは、彼との結婚が実現することを願っていた。パーローの想いをくみ取った祖母は、慣習に則りデーヴダースの母ハリマティに2人の結婚を申し込むが、ハリマティは低級カーストのパーローと息子の結婚を拒否する。面目を潰されたパーローの父ニールカントは激怒し、娘のためにより富裕な結婚相手を探し出す。結婚の話が決まったパーローは躊躇し、夜中にデーヴダースのもとに向かい想いを打ち明け、デーヴダースは両親の説得を試みるが結婚の許可は得られなかった。結婚の許しを得られなかったデーヴダースは動揺してカルカッタに戻ってしまい、パーローに「自分たちはあくまで友人であり、2人の間に愛はない」と記した手紙を彼女に送る。
自分の過ちに気付いたデーヴダースは村に戻り、パーローに「2人の愛のためなら何でもする」と告げるが、彼女から臆病さと優柔不断な性格を責められ、復縁を断られてしまう。パーローは大領主ブヴァン・チョードリーの後妻となったが、彼には亡くなった先妻との間に、パーローよりも年上の子供たちがいた。一方、失意のうちにカルカッタに戻ったデーヴダースは、遊興仲間のチュンニーから娼婦のチャンドラムキーを紹介される。チャンドラムキーの家に入り浸るようになったデーヴダースは酒に溺れ、彼に恋をしたチャンドラムキーは彼を献身的に看病する。やがて、度重なる飲酒が原因でデーヴダースは身体を持ち崩すが、その中でパーローとチャンドラムキーのどちらを本当に愛しているのか悩み苦しんでいた。死期を悟ったデーヴダースは「死の間際には必ず会いに行く」というパーローと交わした誓いを果たすため彼女のもとへ向かうが、力尽きて彼女の屋敷の門前で死んでしまう。一方、パーローはデーヴダースとの関係を知って激怒したブヴァンによって屋敷に軟禁されており、デーヴダースの死を知って彼のもとに向かうが、ブヴァンの子供たちによって阻止され、デーヴダースと再会することは叶わなかった。

## キャスト
- デーヴダース - ディリープ・クマール
- パールヴァティー（パーロー） - スチトラ・セーン（英語版）
  - 幼少期のパーロー - クマーリー・ナーズ（英語版）
- チャンドラムキー（英語版） - ヴィジャヤンティマーラー
- チュンニラール（チュンニー） - モーティラール
- ダラムダース - ナジール・フセイン（英語版）
- ナーラーヤン - ムラード（英語版）
- ハリマティ - プラティマー・デーヴィ
- ニールカント - シーヴラージ（英語版）
- ドウィジダース - イフテカール（英語版）
- 教師 - カナイヤーラール（英語版）
- パーローの祖母 - サリター・デーヴィ
- ブヴァン・チョードリー - モーニー・チャタルジー
- ストリートシンガー - ナーナー・パルシカール（英語版）、ドゥラリ（英語版）
- デーヴダースの義姉 - パルヴィーン・ポール
- チャンドラムキーのパトロン - プラン、ジョニーウォーカー（英語版）

## 製作

### キャスティング
ビマル・ロイはデーヴダース役の第一候補としてディリープ・クマールを挙げていた。また、パーロー役にはミーナー・クマーリー、チャンドラムキー役にはナルギスを候補に考えていたが、ミーナー・クマーリーについては彼女の夫カマール・アムローヒーが提示した条件をビマル・ロイが拒否したことで出演の話が立ち消えとなった。ナルギスもチャンドラムキー役ではなくパーロー役を希望していたことから出演を辞退し、その後に出演依頼を受けたビーナー・ラーイとスライヤもナルギスと同様の理由で出演を辞退している。最終的にヴィジャヤンティマーラーがチャンドラムキー役に起用されたが、彼女の起用について脚本家のナベンドゥ・ゴーシュは「私はヴィジャヤンティマーラーがチャンドラムキー役を演じることを認めていなかったが、ほかに選択肢はなかった。私たちは窮地に陥っており、ビマルのプロジェクトは非常に大掛かりなものだった。彼は製作に対して妥協を許さなかった。つまりは経費のことだ。そして、私たちは資金を必要としていたのだ」と語っている。

### 音楽
サウンドトラックの作曲はS・D・ブルマンが手掛け、作詞はサーヒル・ルディヤーナヴィーが手掛けている。複数の楽曲はバウルからインスピレーションを得ているほか、チャンドラムキーのテーマ曲ではトゥムリがフィーチャリングされている。
| 曲名                                         | 歌手                                   |
| -------------------------------------------- | -------------------------------------- |
| "Kisko Khabar Thi Aise Bhi Din Aayege"       | タラート・マフムード                   |
| "Kisko Khabar Thi Kisko Yakeen Tha"          | タラート・マフムード                   |
| "Ab Aage Teri Marzi"                         | ラタ・マンゲシュカル                   |
| "O Aanewale Ruk Ja"                          | ラタ・マンゲシュカル                   |
| "Jise Tu Qubool Karle"                       | ラタ・マンゲシュカル                   |
| "Manzil Ki Chah Mein"                        | モハメド・ラフィ                       |
| "Mitwa Lagi Re Yeh Kaisi"                    | タラート・マフムード                   |
| "Lagi Re Yeh Kaisi"                          | タラート・マフムード                   |
| "Aan Milo, Aan Milo Shyam Saware"            | マンナー・デー、ギーター・ダット       |
| "Sajan Ki Ho Gayi Gori"                      | マンナー・デー、ギーター・ダット       |
| "O Albele Panchi, Tera Dur Thikana Hai"      | ウシャ・マンゲシュカル、アシャ・ボスレ |
| "Wo Na Aaege Palatkar, Unhe Lakh Hum Bulaye" | ムバーラク・ベーグム                   |

## 評価

### 批評
2005年に『インディアタイムズ・ムービーズ』の「必見のボリウッド映画トップ25」にランクインしたほか、アイオワ大学の「ボリウッド映画トップ10」では第2位に選出された。また、カマル・ボースのカメラワークや照明技術が高い評価を得ている。主演を務めたディリープ・クマールの演技も批評家から絶賛されており、『フォーブス・インディア』の「インド映画史上最も素晴らしい演技ベスト25」に選出されたほか、彼のキャリアの中でも最高傑作の一つに挙げられている。

### 受賞・ノミネート
| 映画賞                | 部門                        | 対象                     | 結果 | 出典          |
| --------------------- | --------------------------- | ------------------------ | ---- | ------------- |
| 第3回国家映画賞       | 第3位ヒンディー語長編映画賞 | 『デーヴダース』         | 受賞 | [ 11 ]        |
| 第4回フィルムフェア賞 | 主演男優賞                  | ディリープ・クマール     | 受賞 | [ 12 ] [ 13 ] |
| 第4回フィルムフェア賞 | 助演男優賞                  | モーティラール           | 受賞 | [ 12 ] [ 13 ] |
| 第4回フィルムフェア賞 | 助演女優賞                  | ヴィジャヤンティマーラー | 受賞 | [ 12 ] [ 13 ] |